# Allianz
Az Allianz Európa piacvezető biztosítási és pénzügyi szolgáltató csoportja, mely a világ többi részén is a legjelentősebb társaságok közé tartozik. Központja Münchenben található és világszerte több mint 70 országban tevékenykedik. Részvényeit minden jelentősebb tőzsdén, így a német DAX-on is jegyzik. Négy alaptevékenységi körébe a vagyon- és balesetbiztosítás, az élet- és egészségbiztosítás, a vagyonkezelés, továbbá a banki szolgáltatások tartoznak. 2013-ban a Fortune magazin által összeállított listán a 31. legnagyobb vállalatként szerepelt.

## Történet
- 1890. február 5.: Az Allianz AG-t megalapítja Carl von Thieme (a Münchener Rückversicherungs-Gesellschaft vezetője) és Wilhelm von Finck (a Merck Finck & Co. bank társtulajdonosa). A céget Allianz Versicherungs-Aktiengesellschaft néven vezetik be a berlini cégjegyzékbe.
- Az Allianz először utas- és balesetbiztosításokat kínál, kizárólag Németország területén, terjeszkedését csak néhány évvel később kezdi meg.
- 1893: Az első nemzetközi siker: a londoni iroda megnyitása, ami a német ügyfelek külföldön elszenvedett kárainak megtérítésével foglalkozik.
- 1895. december 12.: A társaság először kereskedik részvényeivel a berlini tőzsdén. Az értékpapírokat 250 márkáért árulják, de értékük már az első nap végére 750 márkára növekszik.
- Az 1906-os San Franciscó-i földrengés áldozatainak biztosítására és az 1912 áprilisában bekövetkezett Titanic-katasztrófára jelentős biztosítási összegeket fizet a cég. 1915-re a bevétel nagyjából 20 százalékkal csökken, a férfi dolgozók egy része pedig elesik a harcokban.
- 1918: A Münchener Re és a Kaiserlicher Automobilclub támogatásával az Allianz létrehozza a Kraft Versicherungs-AG-t, azaz a társaság gépjármű biztosításokkal foglalkozó ágazatát.
- 1922: Újabb termékkel bővül az Allianz kínálata: az Allianz Life megalapítása és összevonása a Deutsche Lebensversicherungsbank Arminiával (Német Életbiztosító) hamarosan az ország egyik vezető életbiztosítójává teszi a társaságot.

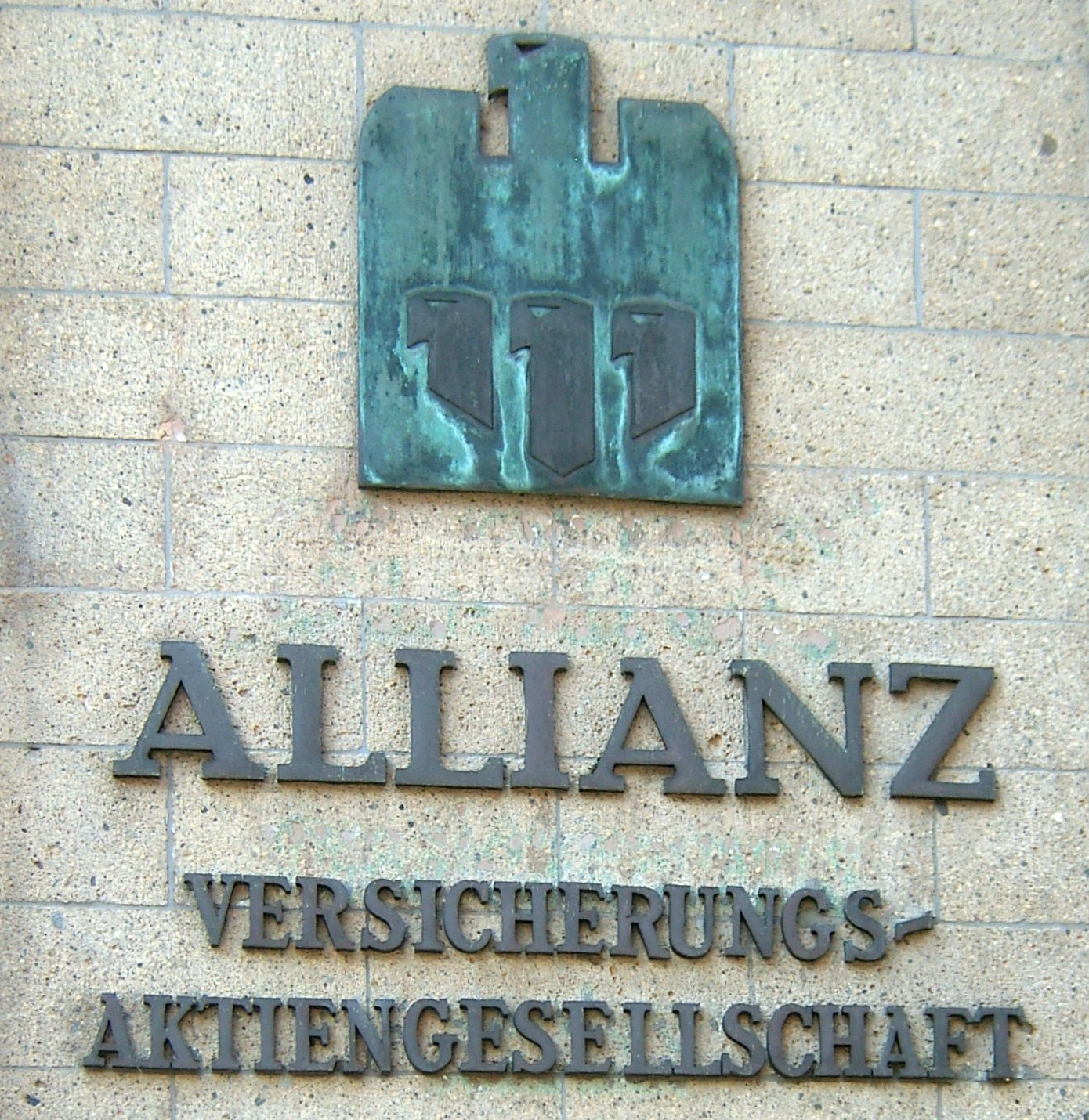
Az eredeti Allianz logó, Karl Schulpig által tervezve 1923-ban.

- 1923: A német címerben is megjelenő tradicionális sast modern formába öntik, ami az Allianz Sas nevet kapja.
- 1923: A cég felveszi az Allianz Csoport nevet.
- 1929: Az Allianz első felvásárlási hulláma elkezdődik, ebbe beletartozik a Frankfurter-Versicherungs-AG (FAVAG), a Stuttgarter Verein és a Bayerische Versicherungsbank megszerzése is.
- 1932: Az Allianz létrehozza anyagelemző központját Berlinben, ami a kockázatviselés gépekre vonatkozó oldalával foglalkozik. Ez a részleg a későbbi Allianz Technikai Központ elődje, ami a károk vizsgálatáért és a kockázat megelőzéséért jön majd létre.
- 1949: Az Allianz Versicherungs-AG központját Berlinből Münchenbe, az Allianz Lebenversicherungs-AG irodáját pedig Stuttgartba helyezik át Németország kettéosztottsága miatt.
- 1956. január 20.: A dolgozók elkezdik az IBM 650 típusú eszköz használatát, ami az egyik első számítógépnek tekinthető. A modern technika lehetővé teszi a gyorsabb adatfeldolgozást és ezáltal az újabb növekedést.
- Megjelenik az Allianz egyik legismertebb reklámja, a híres „…hoffentlich Allianz versichert”  szlogennel együtt.
- 1959: Az olasz és ausztrál irodák helyreállítása után Párizsban is megjelenik az Allianz.
- 1970-es évek: A növekedés tovább folytatódik az Egyesült Királyságban, Hollandiában, Spanyolországban, Brazíliában és az Egyesült Államokban.
- A megújuláshoz egy új, még modernebb logó is hozzájárul. A kontúrok finomabbá tétele és a sas körbe helyezése az egész Allianz Csoport egységes megjelenését igyekszik lehetővé tenni.
- 1985: Megváltozik a társaság felépítése a biztosítási ügyletekkel foglalkozó Allianz Versicherungs-AG és a csoportot összefogó Allianz AG Holding alapításával, ami a későbbi Allianz SE elődje.
- 1991: Újra a tengerentúli piacra tör be az Allianz, ezúttal a kaliforniai Fisherman’s Fund Biztosítótársaságot vásárolja fel. Szintén ebben az időben kezdi meg terjeszkedését Ázsia felé, japán és indonéz irodák kialakításával.
- 1990-es évek második fele: Európai változások történnek: A Hungária Biztosító és a francia Assurances Générales de France megszerzése számos új ügyfelet jelent a társaságnak.
- 2000. november 3.: Az Allianz részvényei először vehetnek részt a New York-i Wall Street tőzsdéjén.
- 2001: A társaság felvásárolja a Dresdner Bankot, ezáltal bevezeti a banki tevékenységeket.
- 2006: Az európai uniós szabályokat követve, az Allianz Európai Részvénytársaság (Societas Europaea) lesz. Ennek köszönhetően leegyszerűsítheti vállalati felépítését és a nemzetközi irodákkal tartott kapcsolat is könnyebbé válik. Ettől kezdve már más országok vezetői is képviselhetik területeiket a Felügyelőbizottság ülésein.
- 2008. augusztus 31.: Az Allianz bejelenti, hogy eladja a Dresdner Bankot a Commerzbanknak. A Commerzbank 2009 januárjában átveszi a céget.

## Allianz Csoport
Az Allianz Csoport több mint 70 leányvállalatból áll, melyek a világ számos pontján megtalálhatóak. Az alábbiakban ezek közül tüntetünk fel néhányat.

### Ausztrália
Az Allianz Australia Insurance Limited 1953. óta van jelen Ausztráliában és Új-Zélandon. Leányvállalatai (Club Marine, Allianz Life és Hunter Premium Funding) a biztosítások és kockázatkezelési szolgáltatások széles választékát ajánlják ügyfeleiknek.

### Belgium
A korábbi AGF Belgium átalakulása során a biztosító az Allianz Csoport tagja lett, így 2007 óta Allianz Belgium néven nyújt segítséget vállalati és lakossági ügyfeleinek.

### Bulgária
Az Allianz 1998-ban jelent meg Bulgária területén a korábbi ZPAD Bulgária biztosítótársaság utódjaként. Jelenlegi központjuk Szófiában található, és több mint 100 irodában fogadják ügyfeleiket az ország területén.

### Egyesült Államok
Az Egyesült Államokban sok különböző területtel foglalkozó céget fog össze az Allianz Csoport. A vagyon- és balesetbiztosítással a Fireman’s Fund, életbiztosítással és egészségügyi kockázatkezelési szolgáltatásokkal az Allianz Life, vagyonkezeléssel kapcsolatos tudnivalókkal pedig az Allianz Global Investors’ céghálózata áll az ügyfelek rendelkezésére.

### Egyesült Királyság
Az Allianz tulajdonában álló Cornhill Insurance plc 2007-től tagja a Csoportnak, és azóta az Allianz Insurance plc nevet viseli. A Surrey-ben található központjukon kívül még több mint 20 irodában vannak jelen a királyság területén.

### India
Az indiai Bajaj Allianz 2001-ben jött létre a Bajaj Allianz Life és a Bajaj Allianz General Insurance összevonásával. A Pune-ban található központtal összeköttetésben álló majdnem 200 fiók személyre szabott termékekkel várja ügyfeleit az egész országban.

### Magyarország

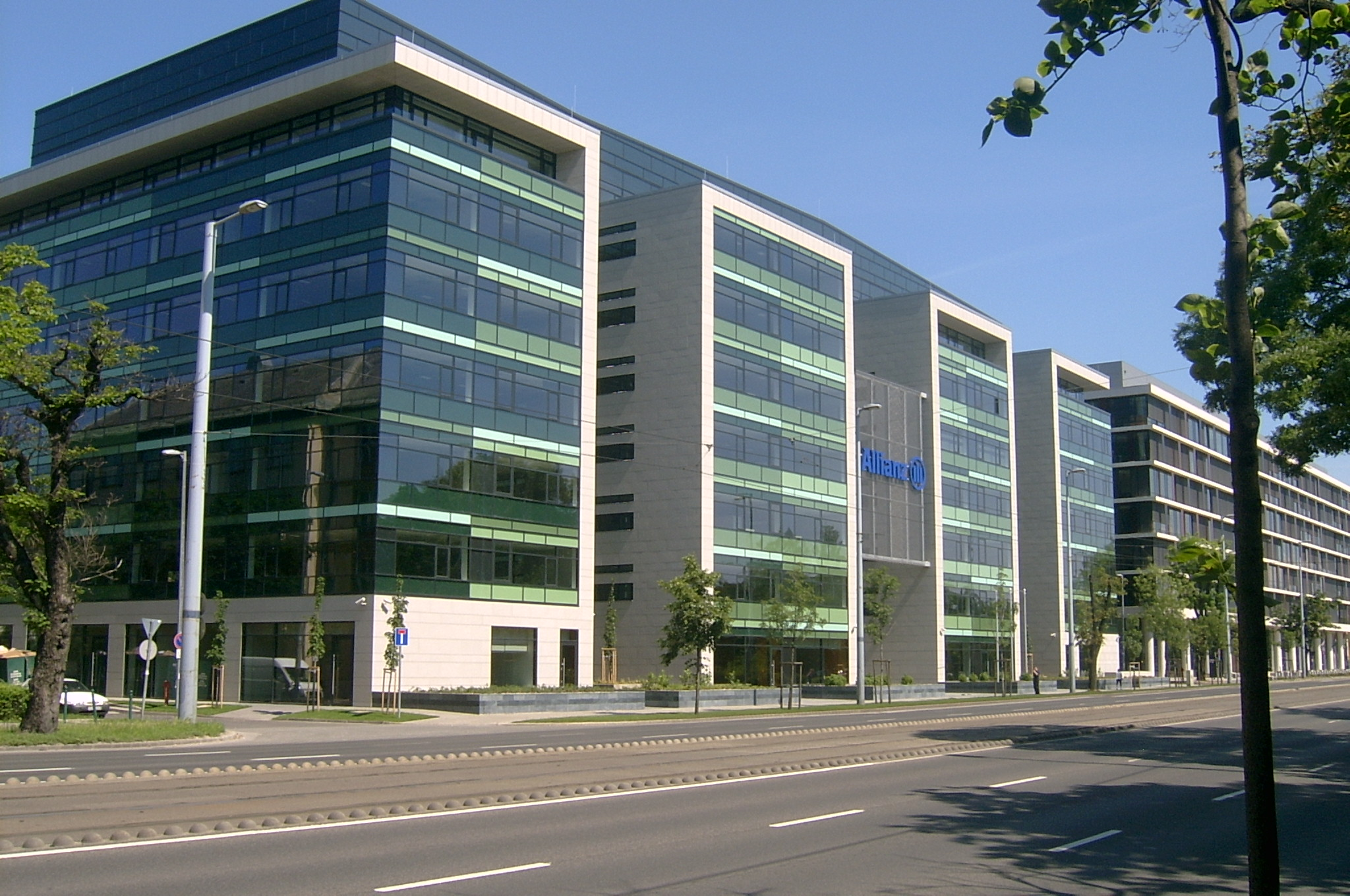
Az Allianz Hungária Zrt. székháza Budapesten

A magyarországi Hungária Biztosító 1996-ban lett az Allianz Csoport tagja. 2001-ben változott a neve Allianz Hungária Biztosító Rt.-re, majd később Allianz Hungária Zrt.-re.  Jelenleg az Allianz Hungária Csoportjába tartozik az Allianz Alapkezelő Zrt., az Allianz Hungária Önkéntes Nyugdíjpénztár és az Allianz Egészség- és Önsegélyező Pénztár.

### Olaszország
Olaszországban az Allianz Csoportot a több ágazatot összefogó Allianz SpA képviseli. Ez a társaság három korábbi biztosító, a Ras, a Lloyd Adriatico és az Allianz Subalpina összevonásával jött létre 2007-ben.

### Szlovákia
Az Allianz 1993-ban kezdte meg működését Szlovákiában, vagyon- és balesetbiztosítást kínálva ügyfeleinek. 2003-tól, az állami biztosító felvásárlásától kezdve Allianz - Slovenská  poisťovňa néven van jelen az országban.

## Vezetőség
Vezérigazgatók:
- 1890–1904: Carl von Thieme (1844–1924)
- 1894–1921: Paul von der Nahmer (1858-1921)
- 1921–1933: Kurt Schmitt (1886–1950)
- 1933–1948: Hans Heß (1881–1957)
- 1948–1961: Hans Goudefroy (1900–1961)
- 1962–1971: Alfred Haase (1903-1972)
- 1971–1991: Wolfgang Schieren (1927–1996)
- 1991–2003: Henning Schulte-Noelle (* 1942)
- 2003-2015: Michael Diekmann (1954 -)
- 2015-: Oliver Bäte (1965 -)

Igazgatóság:
- Manuel Bauer
- Dr. Helga Jung
- Dr. Christof Mascher
- Jay Ralph
- Dr. Dieter Wemmer
- Dr. Werner Zedelius
- Dr. Maximilian Zimmerer
- Sergio Balbinot
- Dr. Axel Theis

Felügyelőbizottság:
- Dr. Helmut Perlet (elnök)
- Dr. Wulf H. Bernotat (alelnök)
- Rolf Zimmermann (alelnök)
- Dante Barban
- Christine Bosse
- Gabriele Burkhardt-Berg
- Jean-Jacques Cette
- Ira Gloe-Semler
- Franz Heiß
- Prof. Dr. Renate Köcher
- Jim Hagemann Snabe
- Peter Denis Sutherland

## Vállalati felelősségvállalás

### Sport

#### Paralimpia
Az Allianz SE és a Nemzetközi Paralimpiai Bizottság közötti kapcsolat 2006-ban alakult ki, a társaság azóta partnere és arany fokozatú támogatója a sportesemény rendezőinek. Néhány évvel később, 2011-ben pedig az Allianz Csoport a Nemzetközi Paralimpiai Bizottság első „Nemzetközi Partnerévé” lépett elő és nagyjából tíz különböző ország Nemzeti Paralimpiai Bizottságán keresztül helyi szinten is kiterjesztették hozzájárulásukat.
Az Allianz fő céljának tartja a paralimpikonok felkészülésének segítését, a sztereotípiák csökkentését és az esélyegyenlőség megteremtését. A cégcsoport támogatásának köszönhetően a világ számos részén egyre nagyobb figyelemmel kísérik a Paralimpia résztvevőit, akik példamutató teljesítményükkel, pozitív hozzáállásukkal és hihetetlen akaraterejükkel motivációt jelenthetnek mindenki számára.

#### Formula–1

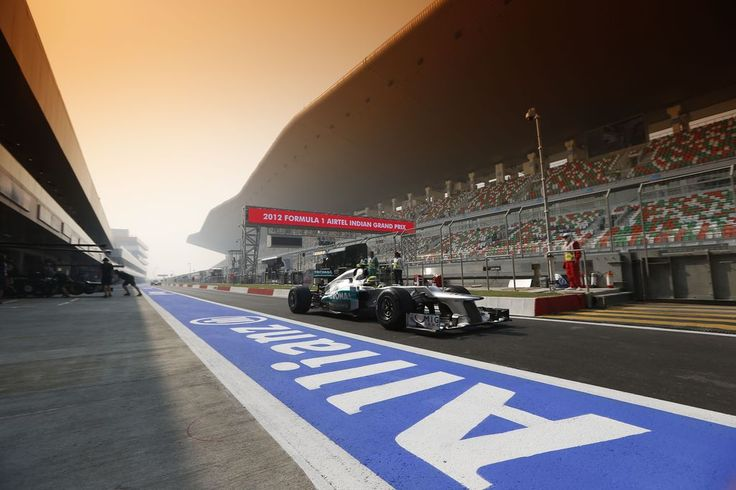
Az Allianz az egyik kiemelkedő támogatója a Formula–1-nek és a biztonságos vezetésnek.

A világ egyik legnagyobb autóbiztosítójaként az Allianz különösen nagy figyelmet fordít a biztonságos vezetés fontosságára. A 2000 óta tartó kapcsolat lehetőséget adott az Allianznak, hogy a Formula–1 versenyzőin keresztül mindenki tájékozódhasson a biztonságok közlekedés jelentőségéről.
Két évvel az első Formula–1-es megjelenés után, 2002-ben helyeztek ki reklámokat a versenypálya oldalán. A cég ismertségének növelését elsősorban Európa és Ázsia területein kezdték el ezzel. Az Allianz 2007-ben lett a Formula–1 hivatalos partnere, aminek köszönhetően a közúti biztonság problematikája még inkább előtérbe került.
2010-ben az Allianz világszerte több rendezvényt szervezett meg Bernd Mayländer, biztonsági autó pilóta és Christian Danner, egykori Formula–1-es pilóta részvételével, akik az Allianz biztonsági nagyköveteként működtek közre az események alatt. 2011 februárjában kezdte meg a biztosítótársaság az új együttműködést a Mercedes GP Petronas Formula–1 csapattal, és attól kezdve az Allianz a nagy sikerű Nico Rosberg, majd 2013-tól Lewis Hamilton szponzora is lett. Az Allianz és a csapat közötti kapcsolat jeleként a biztosítótársaság logója szerepel a pilóták két legfontosabb biztonsági elemén, azaz a fejet és a nyakat védő részeken, valamint az autók biztonsági övein. Emellett - a támogatók közül elsőként - az Allianz szimbóluma látható a Formula–1 hivatalos biztonsági autóján és orvosi autóján is.

#### Golf
A gazdasági világ és a golf összefonódásának elősegítéséért az Allianz aktív támogatója a sportágnak a cégcsoport számos piacán. 2009-ben az Allianz páratlan együttműködési megállapodást kötött a golfozók világában jól ismert St Andrews Links Trust-tal. A „golf hazája” néven is emlegetett Links már 600 éve kínál kikapcsolódási lehetőséget Skócia keleti partján.
Az Allianz SE többféle golfversenyt is szponzorál, többek között a világ egyik legjelentősebb amatőr rendezvényét, a St Andrews Link Kupát, az Allianz Golf Tour versenyt és a PGA Tour keretein belül az Allianz Bajnokságot.
A skót kapcsolat mellett az Allianz a németországi Golfclub St. Leon-Rot hivatalos partnere is. A Heidelberg mellett található sportklubbal közösen a fiatalok fejlődését és a golf elterjesztését tartják szem előtt.
Az Allianz SE jó néhány kiemelkedő profi játékossal is kapcsolatban áll, például az írországi Paul McGinley-vel, aki sok más eredménye mellett a Ryder Kupa győztese is.

#### Allianz Aréna

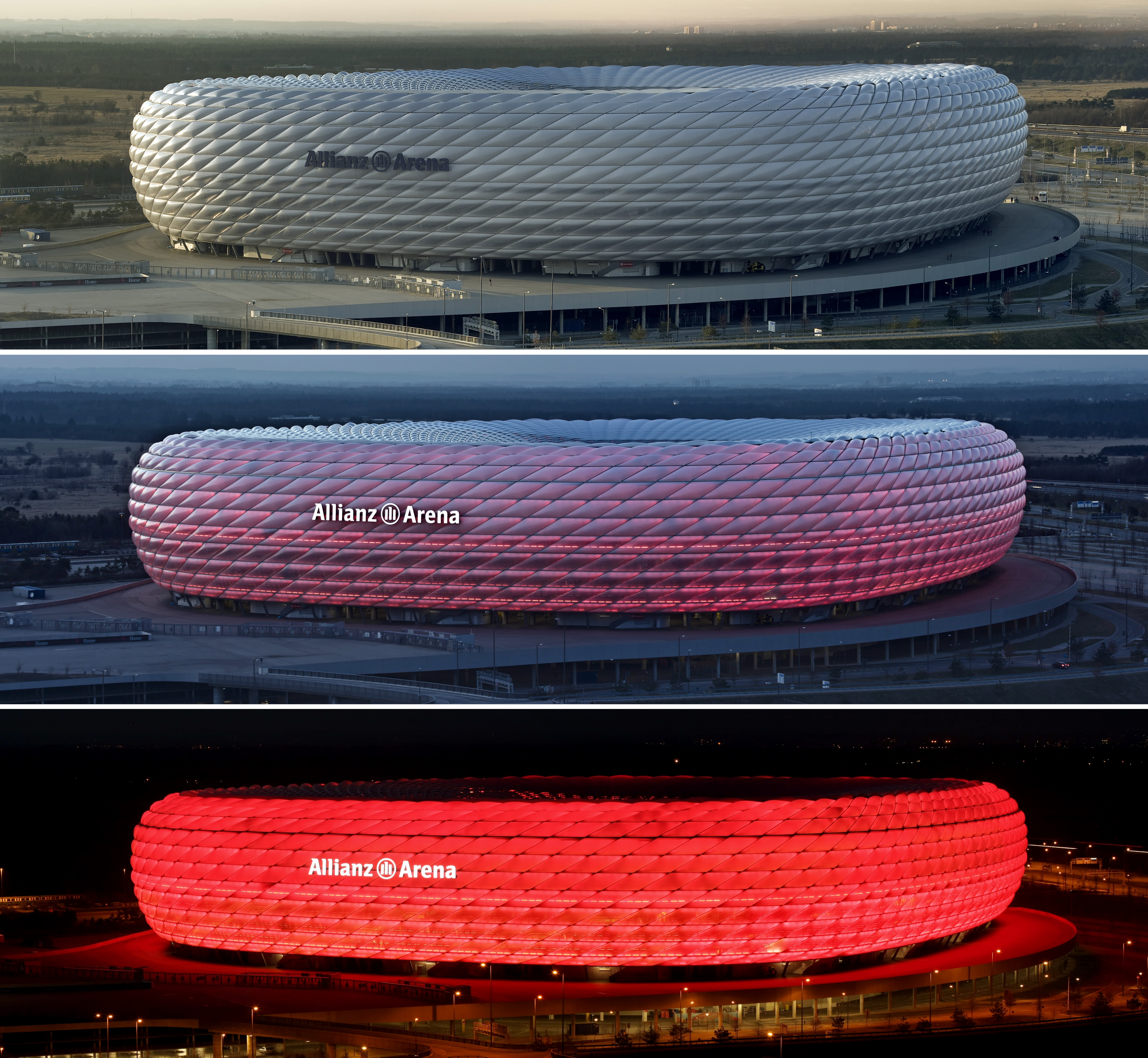
A kivilágított Allianz Aréna Münchenben.

Az Allianz Aréna hivatalosan 2005. május 31-én nyitotta meg kapuit, és azóta München két nagy múltú futballcsapatának, az FC Bayern München-nek és a TSV 1860 München-nek ad otthont. Az aréna modern arculata két svájci építész, Jacques Hercog és Pierre de Meuron munkáját dicséri. A stadion külső sima homlokzatára vetíthető színek az épp akkor játszó csapat alapján változnak meg: a Bayern esetében piros, a TSV 1860 meccsekor pedig kék színben úszik az épület.
Az akár 69000 néző a létesítmény három teraszán foglalhatja el helyét a játék közben. Ez az innovatív megoldás a kényelem mellett biztosítja azt is, hogy a szurkolók lehetőleg minél közelebbről láthassák a történéseket.
Többek között az Allianz Aréna is helyet adott a 2006-os FIFA Világbajnokságnak, aminek keretein belül a hivatalos nyitómeccs, négy csoportmérkőzés és egy középdöntő zajlott a stadion falai között.

#### FC Bayern München
Az Allianz és az FC Bayern München közötti kapcsolat 2000 óta áll fenn, és a szövetség az Allianz Aréna felépítésével még inkább erősödött. Olyannyira, hogy az Allianz már Prémium Partnere a futballcsapatnak, és szponzori támogatását egy komplex csomag formájában terjeszti ki.
Az együttműködés többek között lehetővé tette olyan projektek létrejöttét, mint az Indonéziában megrendezett Allianz Kupa vagy egy reklámfilm forgatása Franck Ribery és Luca Toni szereplésével az Allianz Arénában.
A társaság 2009 óta szervezi meg az Allianz Ifjúsági Labdarúgótábort a németországi Münchenben. A többnapos rendezvényre a világ számos országából érkeznek fiatal tehetségek, hogy a Bayern edzőitől tanuljanak, bepillantást nyerjenek a csapat életébe, felfedezzék az Allianz Arénát és megismerjék az FC Bayern játékosait.

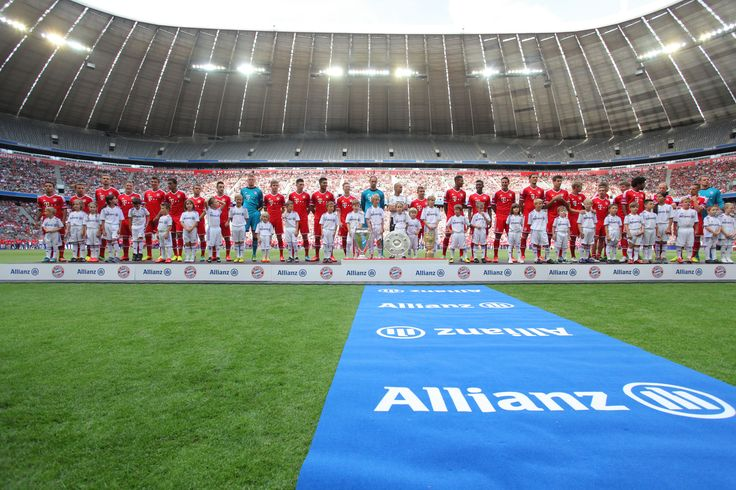
Az FC Bayern München csapata az Allianz Arénában.

### Baleset-megelőzés, közlekedésbiztonság
Az Allianz a világ egyik vezető gépjármű biztosítójaként elengedhetetlennek tartja a társadalom teljes körű tájékoztatását a közlekedés veszélyeiről és a biztonságos vezetésről.    A társaság saját technológiai központtal rendelkezik, ami lehetővé teszi az évi több mint 90 törésteszt elvégzését és a balesetek megelőzésének kutatását.
Az Allianz több mint 10 éve támogatója a Forma 1 autóversenyeinek is, aminek fő célja szintén az emberek figyelmének felkeltése közlekedésbiztonság jelentőségére, a balesetek elkerülésére.
2011-ben a biztosítótársaság csatlakozott az ENSZ Cselekedések Évtizede a Közlekedésbiztonságért elnevezésű kezdeményezéséhez, melyben a fő célkitűzés az, hogy 2020-ra 5 millió ember életét sikerüljön megmenteni a közlekedés biztonságának növelésével.

#### Allianz Technológiai Központ
Az Allianz Technológiai Központ 1969-ben jött létre berlini anyagelemző központjából azzal a céllal, hogy ellássa a cégcsoport műszaki feladatait. Ebbe beletartozik az összes kár kivizsgálása és a kármegelőzéssel kapcsolatos tevékenységek is.

### Klíma- és környezetvédelem

#### WWF
Az Allianz 2005 óta dolgozik együtt a WWF szervezetével a klímaváltozás vizsgálatán. 2007-ben kötöttek egy hároméves megállapodást, aminek egyik fő célja a környezeti változások hatásának meghatározása az Allianz Csoportra nézve.

#### Szélerőmű-befektetés
2006 óta az Allianz több, a megújuló energiaforrásokkal és környezetvédelemmel foglalkozó céget is támogatott. Ezek közül az egyik legkiemelkedőbb a szélerőművekbe való befektetés volt.

#### UNEP FI
A United Nations Environment Programme Finance Initiative egy nemzetközi szervezet, ami összefogja a globális környezetvédelmi társulást a pénzügyi intézetekkel. Az Allianz ennek a tagjaként is tesz a környezeti változások negatív hatásainak elkerüléséért.

### Társadalmi célú támogatások

#### Lang Lang Intrenational Music Foundation
Az Allianz és a fantasztikus tehetséggel megáldott Lang Lang 2013. január 31-én kezdték meg az együttműködést, aminek keretein belül a nemzetközi sikereknek örvendő zenész a cég nagyköveteként járja a világot. A kínai származású zongorista több mint 120 koncertet ad világszerte egy év során, és már jó néhány zeneszámát publikálták.
Az Allianz támogatásának köszönhetően Lang Lang zenei alapítványa lehetőséget kap egy fiataloknak szóló program létrehozására, amivel a feltörekvő klasszikus zenészeket szeretnék inspirálni. A fejlődni vágyóknak esélyük lesz Lang Lang-gal együtt dolgozni, tőle tanulni, hogy a lelkesedésében és szenvedélyében is részesülhessenek. A művésznek meggyőződése, hogy a zene jobbá teszi az életet, ezért szeretne lehetőséget biztosítani a következő generáció tehetségeinek, hogy ezt ők is megtapasztalhassák.

## Az Allianz közhasznú weboldalai

### Allianz Knowledge Site
A Knowledge Site (magyarul Tudásközpont) weboldal létrehozásával az Allianz célja a tudásmegosztás, négy kiemelt témában: demográfia, mobilitás, környezet és pénzügyek. Az oldal hasznossága abban rejlik, hogy megbízható, kutatáson alapuló cikkeket tartalmaz, amik mindenki számára elérhetőek.

### Allianz Drive Safely
Az Allianz Drive Safely oldal azzal a céllal jött létre, hogy az Allianz felhívja a figyelmet a balesetmentes közlekedés fontosságára. A weboldal hasznos, szakértők által vizsgált kérdésekben ad tippeket a forgalomban résztvevőknek. Emellett a felület az Allianz és a Forma 1 kapcsolatáról is tartalmaz információkat, és a száguldó cirkusz résztvevőiről is folyamatosan frissülő hírek jelennek meg.

### Allianz Football for Life
Az Allianz Football for Life elindítása a feltörekvő tehetségek támogatását szolgálja. Az Allianz Ifjúsági Labdarúgótáborról, az Allianz és az FC Bayern München kapcsolatáról, valamint sok más labdarúgással kapcsolatos témáról olvashatnak cikkeket és nézhetnek videókat az érdeklődők.